# أغنس أربر
آغنيس روبرتسون آربر(Agnes Arber أو Agnes Robertson Arber) (23 فبراير 1879 – 22 مارس 1960) حائزة على زمالة الجمعية الملكية «إف أر إس»، هي عالمة بريطانية في مجال مورفولوجيا (علم التشكُّل) وتشريح وتاريخ علم النبات وفيلسوفة في علم الأحياء. وُلدت في لندن لكنها عاشت معظم حياتها في كامبريدج. كانت أول اختصاصية في علم النبات تُنتخب كزميلة في الجمعية الملكية (21 مارس 1946، عن عمر يناهز 67 عامًا). وأول امرأة حاصلة على الميدالية الذهبية للجمعية اللينية في لندن (24 مايو 1948، عن عمر يناهز 69 عامًا) لمساهماتها في علوم النبات.
ركزت أبحاثها العلميّة على مجموعة «أحاديات الفلقة» من النباتات الزهرية. ساهمت أيضًا في تطوير الدراسات المورفولوجية في علم النبات في الأوائل من القرن العشرين. وركزت أعمالها فيما بعد على الفلسفة في علم النبات.

## سيرتها الذاتيّة
وُلدت أغنيس آربر في 23 فبراير 1879 في لندن. كانت الطفلة الأولى لوالدها الفنان «هنري روبرتسون» ووالدتها أغنيس لوسي تيرنر، لديها ثلاثة أخوة أصغر سناً هم: دونالد ستروان روبرتسون وجانيت روبرتسون ومارغريت روبرتسون. أعطاها والدها دروسًا في الرسم بشكل منتظم في مطلع طفولتها، وهكذا اكتسبت لاحقًا المهارات اللازمة لتوضِّح منشوراتها العلمية بنفسها.
التحقت آربر في سن الثامنة بمدرسة شمال لندن الجامعية لمُؤسسها ومديرها فرانسيس بوس، أحد أبرز المؤيدين لتعليم الفتيات. اكتشفت آربر علم النبات تحت إشراف معلمة العلوم بالمدرسة إديث إيتكين، ونشرت أول بحث لها في عام 1894 في مجلة المدرسة، ثم احتلت المركز الأول في امتحانات علم النبات بالمدرسة، وفازت بمنحة دراسية، وهنا التقت آربر للمرة الأولى بإيثل سارغانت، وهي عالمة مورفولوجية للنبات، قدمت العديد من المحاضرات بشكل منتظم في نادي العلوم بالمدرسة. وأصبحت سارغانت فيما بعد مُرشدةً وزميلةً لها، وكان لها تأثير كبير على اهتمامات وأساليب آربر في البحث.
بدأت آربر الدراسة في كلية لندن الجامعية في عام 1897، وحصلت على درجة البكالوريوس في عام 1899. أصبحت آربر بعد حصولها على منحة دراسية، عضواً في كلية نيونهام، كامبريدج، ثم حصلت بالإضافة إلى ذلك على درجة علمية في العلوم الطبيعية. أحرزت الدرجة الأولى في نتائج الامتحانات في كلتا الجامعتين، إلى جانب العديد من الجوائز والميداليات من الجامعة في لندن. عملت آربر في مختبر إثيل سارغانت الخاص لمدة عام، قبل أن تعود إلى الجامعة في لندن كحاصلة على منحة كوين في علم الأحياء. مُنحت درجة الدكتوراه في العلوم في عام 1905.
تزوجت أغنيس آربر من عالم الحفريات النباتية إدوارد آربر (1870-1918)، وعادت إلى كامبريدج في عام 1909، وهناك بقيت طيلة حياتها. وُلد طفلها الوحيد مورييل أغنيس آربر في عام 1913، وأصبح  فيما بعد عالمًا جيولوجيًا، وتوفي في عام 2004. كان لدى أربر وزوجها العديد من الاهتمامات المشتركة، ووُصِف زواجها بأنه «سعيد». حصلت آربر على زمالة بحثية من كلية نيونهام في عام 1912، ونشرت كتابها الأول في العام نفسه. توفي زوجها نيول آربر في عام 1918 بعد فترة من المعاناة مع المرض. لم تتزوج آربر بعده أبدًا، لكنها واصلت أبحاثها.
توفيت آغنيس آربر في 22 مارس من عام 1960 عن عمر 81 عامًا.

## مهنتها العلمية

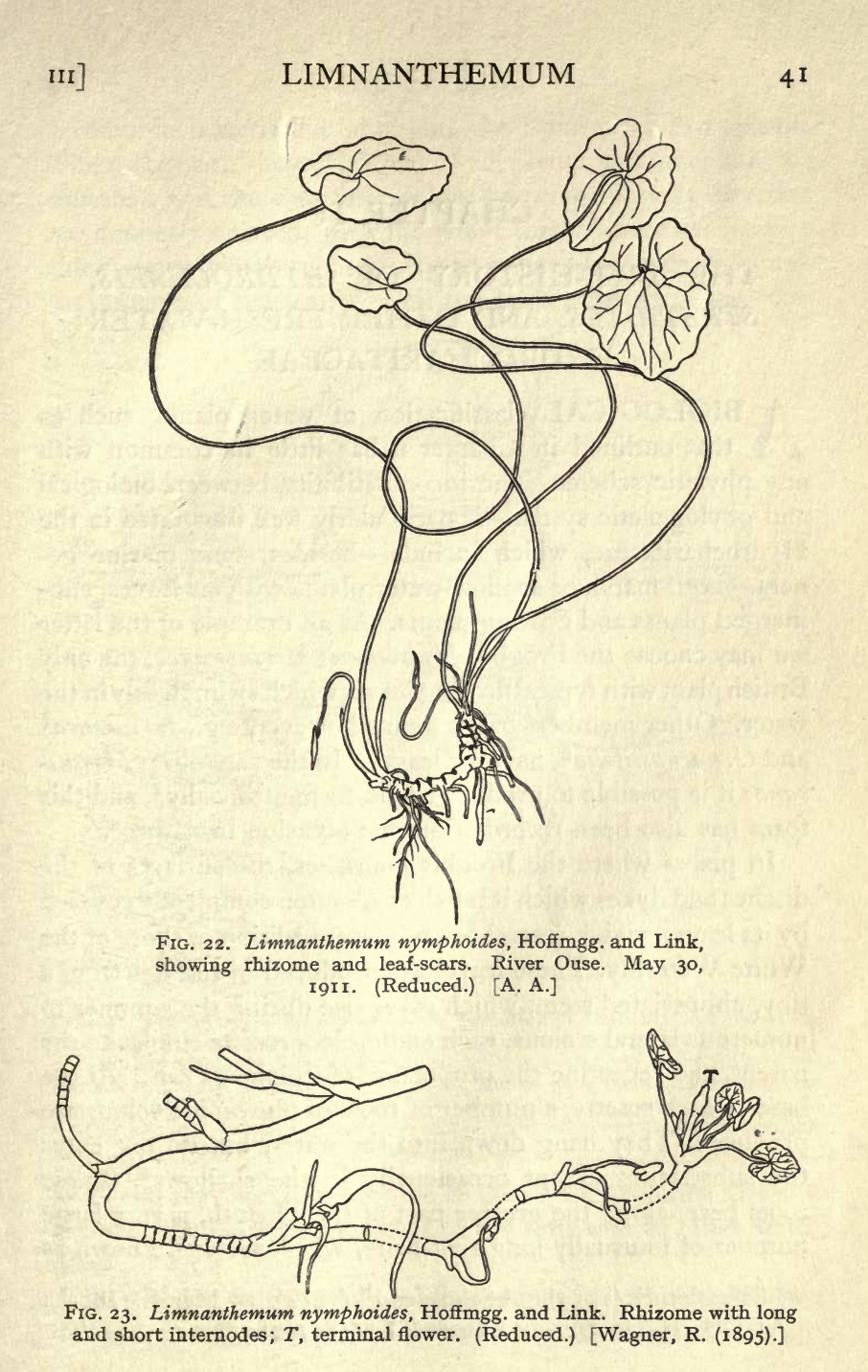
الإنجليزية:رسوم توضيحية لـ Limnanthemum nymphoides من تأليف أغنيس أربر و ر. فاغنر

### وظيفتها
أمضت آربر صيف عام 1897 قبل الالتحاق بالجامعة، بالعمل مع إثيل سارغانت في مختبرها الخاص في ريجيت. وكانت آربر تعود للعمل في مختبر سارغانت مرة واحدة على الأقل خلال الإجازة الصيفية أثناء دراستها في الجامعة. وُظّفت آربر من قبل سارغانت بين عامي 1902 و 1903 كمُساعدة أبحاث، لتعمل على هياكل البذور، وفي عام 1903 نشرت ورقتها البحثيّة الأولى.

### مختبر بلفور، كامبريدج
مُنحت آربر مكانًا في مختبر بلفور للسيدات من كلية نيونهام في عام 1909. وعملت آربر في هذا المختبر حتى أُغلقَ في عام 1927.
نشرت آربر كتابها الأول في عام 1912 بعد حصولها على الزمالة البحثية من كلية نيونهام بين عامي 1912 و 1913. تعزو آربر ظهور علم النبات وتطوره إلى أنه علم مُتخصص في التاريخ الطبيعي بالإضافة إلى تطور أوصاف وتصنيفات وتعاريف النباتات التي شوهدت خلال تلك الفترة. تمكنت آربر من الرجوع إلى المجموعة الضخمة للأعشاب الموجودة في مكتبة مدرسة علم النبات في كامبريدج كجزء من أبحاثها.
ركزت آربر في أبحاثها على علم التشريح والمورفولوجيا عند مجموعة أحاديات الفلقة، والتي قدمتها سابقًا إثيل سارغانت. ألّفت آربر كتابين و 94 منشورًا آخر بحلول عام 1920. نُشر كتابها الثاني «النباتات المائية: دراسة عن كاسيات البذور المائية» في عام 1920. تقدم آربر في هذا الكتاب، دراسات عن النباتات المائية بالإضافة لمقارنة عن اختلافاتها. وتوفر آربر أيضًا تفسيرات للمبادئ العامة التي استخدمتها لإنجاز تحليلها.

### أعمالها اللاحقة
أقامت آربر مخبرًا صغيرًا ضمن غرفة خلفية من منزلها لإكمال أبحاثها بعد إغلاق مختبر بلفور، وبعد أن زعمَ رئيس قسم علم النبات في المدرسة البروفيسور «ألبرت تشارلز سيوارد» بعدم وجود مكان شاغر لتواصل آربر أبحاثها في المدرسة. تعرّفت آربر على فكرة البحث المستقل بفضل الوقت الذي قضته مع إثيل سارغانت بين عاميّ 1902-1903 ، ومن اجتماعاتها اللاحقة مع أعضاء نادي كلية العلوم الطبيعية في كلية غيرتون.
أجرت آربر بحثًا حول بنية الأزهار بين عاميّ 1930 و 1942، إذ قامت بالفحوص والاستقصاءات حول بنية العديد من الأشكال المختلفة واستخدمت أيضًا المعلومات المورفولوجية لتفسير بنية الأزهار الأخرى. نُشرت نتائجها ضمن عشرة أوراق بحثية.
نشرت آربر آخر ورقة بحثية لها في مجال علم النبات في يناير من عام 1942، وعُنيت جميع منشوراتها اللاحقة بشكل كامل بالمواضيع التاريخية والفلسفية.

## الدراسات الفلسفية
وجدت آربر صعوباتٍ في الحفاظ على مختبرها الصغير خلال الحرب العالمية الثانية، إذ أصبح الحصول على الإمدادات أكثر صعوبة. قررت بسبب كل ذلك التوقف عن أداء الأعمال المخبرية وركزت بشكل أكبر على القضايا الفلسفية والتاريخية.
تعرّفت آربر على أعمال يوهان غوته عندما كانت في المدرسة وبقيت مفتونةً بأفكاره حول علم النبات. نشرت آربر «علم النبات لغوته» في عام 1946، وهو عبارة عن ترجمة كتاب لغوته وكتاب لجورج كريستوف توبلر (1757–1812) مع وجود مقدمة وتفسير للنصوص.
يُعتبر كتاب «الفلسفة الطبيعية لشكل النبات» الذي نُشر في عام 1950، من أهم كتب آربر. دفعتها دراساتها في فلسفة مورفولوجيا النبات إلى إلقاء نظرة أشمل على الروابط ما بين العلم والفلسفة. نُشر كتاب «العقل والعين: وجهة نظر عالم الأحياء» في عام 1954، يُقدّم هذا الكتاب تعرفة عن البحث البيولوجي وكيفية تطوير منهجية لإجراء هذا البحث. تصف آربر البحث بأنه يحتاج ست مراحل:
- تحديد فكرة أو موضوع البحث.
- جمع البيانات من خلال التجارب أو الملاحظة.
- تفسير البيانات.
- اختبار صحة هذا التفسير.
- إيصال النتائج.
- مراعاة البحث في المحتوى.

يتضمن المحتوى بالنسبة لأربر، تفسير النتيجة من حيث التاريخ والفلسفة. يتميّز كتاب آربر بأنه كُتب قبل أن يقول توماس كون أن آراء العلماء تتأثر بآراء الآخرين في مجالهم، وقبل انتقادات إرنست ماير لوصف فلسفة البيولوجيا بنفس طريقة فلسفة الفيزياء.

## روابط خارجية
- أغنس أربر على موقع الموسوعة البريطانية (الإنجليزية)